# Naomi Wolfová
Naomi Wolfová (* 12. listopadu 1962, San Francisco, Kalifornie, USA) je americká spisovatelka, intelektuálka a politická konzultantka Al Gora a Billa Clintona. Hlásí se k třetí vlně feminismu a liberálně progresivní politice. V průběhu své novinářské práce se výrazně věnuje nebo věnovala zejména tématům interrupcí, hnutí Occupy Wall Street, ISIS nebo zatčení Edwarda Snowdena. Psala pro deníky The Nation, The New Republic, The Guardian a The Huffington Post.

## Život
Narodila se v San Franciscu v roce 1962 do intelektuálské rodiny židovského původu. Vystudovala univerzitu v Yale, kde v roce 1984 získala bakalářský titul, v letech 1985–1987 působila na New College v Oxfordu. Je provdaná za Davida Shipleyho, se kterým má dvě děti.

## Dílo
- The Beauty Myth: How Images of Beauty Are Used Against Women (1990)
- Fire with Fire (1994)
- Promiscuities: The Secret Struggle for Womanhood (or a Secret History of Female Desire) (1998)
- Misconceptions (2001)
- The Tree House (2005)
- The End of America: Letter of Warning to a Young Patriot (2007)
- Give Me Liberty: A Handbook for American Revolutionaries (2008)
- Vagina: A New Biography (2012)
- Outrages (2019)